# Kavatjärnen (Äppelbo socken, Dalarna)
Kavatjärnen är en sjö i Vansbro kommun i Dalarna och ingår i Göta älvs huvudavrinningsområde.